# Chiesa di Sant'Angelo ad Pinos
La chiesa di Sant'Angelo ad Pinos detta anche "Sant'Angiulillo"è un luogo di culto cattolico di Caserta, collocato tra le storiche frazioni Mezzano e Puccianiello, in diocesi di Caserta.

## Storia
Comparve per la prima volta nella bolla di Senne, arcivescovo di Capua, a delimitazione della diocesi di Caserta del 1113. Vultaggio ritiene sia citata in una permuta del 1114. Nel privilegio di papa Alessandro III del 1178. Secondo Vultaggio non compare nelle decime degli anni 1308-1310 e 1326-1327 ma Di Lorenzo ritiene di poterla individuare nell'elenco del 1308-1309.
Vultaggio la ritrova ancora in atti del 1250, del 1284. A parte le scarne citazioni inedite presenti nelle visite pastorali del 17° e del 18°, la prima descrizione sommaria fu pubblicata da Esperti nel 1775. Per una svista Di Donato fa risalire il possesso dei Padri della Dottrina Cristiana alla fine del 1500, contro quanto ricostruisce Di Lorenzo che stima ragionevole il possesso probabilmente solo dal 1732 – 1733 e, con certezza dal 1745; il possesso dei Padri forse terminò col passaggio al Demanio dello Stato nel 1866, data che segna, probabilmente, l’inizio del declino, attestato con certezza dal 1929 sulla scorta di graffiti.
Oggi è allo stato di rudere.

## Descrizione

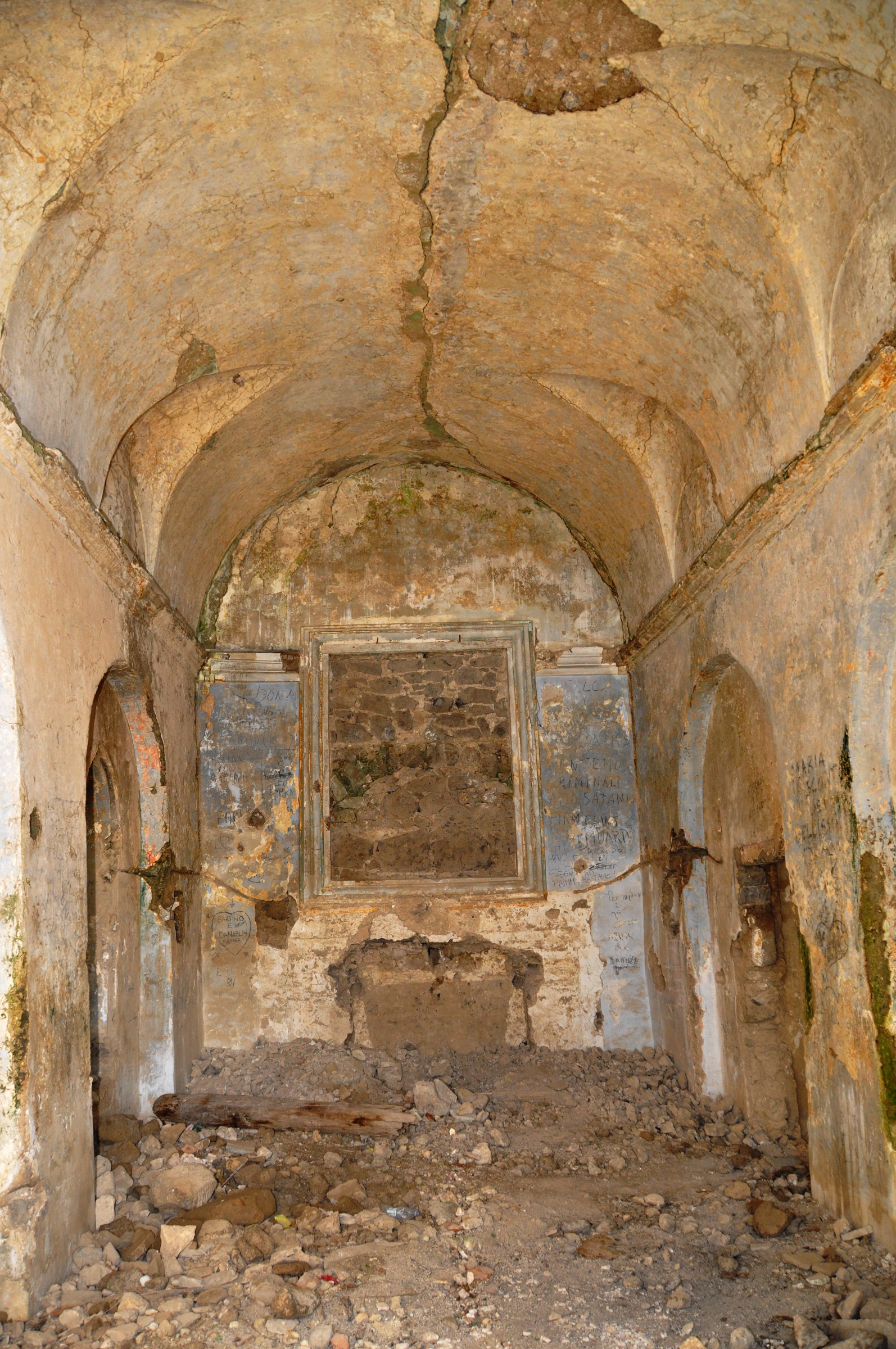
Interno

La chiesa è orientata a circa 20° dalla direzione est-ovest, con l’altare verso E-NE, forse per vincoli dovuti alla conformazione del colle su cui sorge. Di Lorenzo ritiene che la chiesa sia ancora sostanzialmente quella medievale.  
La chiesa originaria fu inglobata nel convento dei Padri della Dottrina Cristiana, probabilmente edificato tra 1733 e 1750.
L'ingresso si inserisce nel prospetto del vicino complesso conventuale. Il portale è costituito da una lunetta archiacuta e da un architrave orizzontale sembra realizzato in pietra: non ci sono documenti o prove (da analisi dei materiali impiegati) utili a datarlo. Per cui resta dubbio possa essere un originale del XIV-XV secolo oppure esito di un intervento in stile neomedievale, ritrovato da Serraglio. Al di sopra è una piccola finestra circolare che illumina la chiesa.
La chiesa ha unica navata, coperta a botte il che è un ulteriore indizio della conservazione della struttura medievale. Le lunette hanno unghie di monta inferiore a quella della volta a botte principale. Le dimensioni della chiesa sono coerenti con quelle di altre chiese rurali citate nella bolla di Senne.
La chiesa è del tutto priva di opere d’arte tranne i resti della cantoria realizzata dai Padri Dottrinari nel 1802. Cornici in stucco decorano la parete di fondo al di sopra dell’altare maggiore, di cui restano i frammenti delle decorazioni in marmo nello spazio antistante l’ingresso. La statua dell’Arcangelo Michele, titolare della chiesa, fu portata in epoca imprecisata nella chiesa parrocchiale di Sant’Andrea in Puccianiello, come ricorda Di Donato. È datata alla prima metà dell’Ottocento ed è attribuita ad una bottega napoletana anonima. Negli ambienti del convento attiguo restano affreschi tardobarocchi decorativi, probabilmente realizzati tra 1734 e 1750.